# Eurytoma abatos
Eurytoma abatos är en stekelart som beskrevs av Walker 1843. Eurytoma abatos ingår i släktet Eurytoma och familjen kragglanssteklar. Inga underarter finns listade i Catalogue of Life.